# Грб Липецке области
Грб Липецке области је званични симбол једног од субјеката Руске федерације са статусом области — Липецке области. Грб је званично усвојен 10. јула 2003. године.

## Опис грба
Опис грба Липецке области гласи: у основи грба који има облик француског штита је тамно црвено поље са пет зелених брда испод црвеног поља (три па два), налази се златна липа. 
Грб је крунисан златном круном и окружен траком Ордена Лењиновог реда.".